# Jove Elx
Jove Elx es un grupo ultra fundado en 1982 que apoya al Elche Club de Fútbol.

## Posicionamiento político
Por su posicionamiento político de extrema derecha, ha tenido a lo largo de su historia incidentes con otros grupos de extrema izquierda como los Bukaneros del Rayo Vallecano.